# This Beautiful Mess
This Beautiful Mess ist eine niederländische Indie-Rock-Band. Sie wurde in Vlissingen gegründet und steht bei Sally Forth Records unter Vertrag.

## Geschichte

### Der Anfang
Die Band wurde 1997 von vier Freunden gegründet, die einen ähnlichen Musikgeschmack hatten: vornehmlich New Wave wie Bands wie The Cure, The Church, aber auch Radiohead. Im August 1997 tauften sie ihre Band auf den Namen Subatlantic Starfish. Der Name This Beautiful Mess war damals noch der Name des Nebenprojektes von Arjen van Wijk und Axel Kabboord, das bis heute unter dem Namen Rowing On The Lakes Of Kanada nebenher existiert.
Ein Jahr nach der Gründung wurden sie von Sally Forth Records unter Vertrag genommen. Im Dezember 1999 begannen die Aufnahmen für das erste Album.

### 2001 bis 2003
Anfang 2001 änderte die Band ihren Namen in This Beautiful Mess nach einem Albumtitel der Band Sixpence None the Richer.
Im März 2001 bekamen sie Verstärkung durch Brown-Feather-Sparrow-Sängerin Lydia Wever. Im April des gleichen Jahres erschien die Single Clean, nur einen Monat später folgte das Debütalbum Falling On Deaf Ears. Das Album war so erfolgreich, dass es der Band einen Vertrag beim amerikanischen Indie-Label Deep Elm Records einhandelte, und so erschien die CD im September dann auch in den USA, Kanada und Japan. Bei Deep Elm Records erschienen außerdem noch zwei Sampler mit jeweils einem vorher unveröffentlichten Song der Band.
Im Herbst 2002 begannen die Arbeiten am zweiten Album Temper The Wind To The Shorn Lamb, das im Oktober des darauf folgenden Jahres erschien. In der Zwischenzeit verließ Gitarrist Joop Flamman die Band im März 2003. Axel Kabboord nahm seinen Platz ein und wechselte vom Schlagzeug zur Gitarre. Der Platz am Schlagzeug wurde später durch René de Vries besetzt.

### 2004 bis 2008
Anfang 2004 tourte This Beautiful Mess durch einige europäische Länder. Danach wurde es still um die Band, da sich die Bandmitglieder mit anderen Projekten (wie Brown Feather Sparrow) beschäftigten. Am 21. November 2005 meldeten sie sich jedoch auf ihrer MySpace-Seite wieder zurück und begannen mit den Aufnahmen einer neuen EP, die im Herbst 2006 unter dem Namen Away With The Swine erschien. Darauf zu finden waren hauptsächlich bereits aufgenommene Songs, die für das Vorgängeralbum nicht verwendet wurden. Die EP wurde 2007 um 4 Songs zu einem vollwertigen Album erweitert, das bisher aber nur in Japan offiziell erschienen ist. Sally Forth Records bietet aber einige Exemplare auf der eigenen Website an und möchte die 4 dazugekommenen Songs den Besitzern der EP so schnell wie möglich auf der Website zur Verfügung stellen.

## Diskografie

### Alben
- 2001 Falling On Deaf Ears
- 2003 Temper The Wind To The Shorn Lamb
- 2007 Away With The Swine (EP + 4 weitere Tracks)

### EPs
- 2006 Away With The Swine

### Singles
- 2001 Clean
- 2001 Racing The Mosaic (bis dahin unveröffentlichter Song)
- 2002 Fly Anna Fly
- 2002 Unsuitable for any Melody but Yours (bis dahin unveröffentlichter Song)
- 2002 Love Song (Cover von The Cure auf dem Hits Of The 80s-Sampler)